# キャスター (移動用部品)

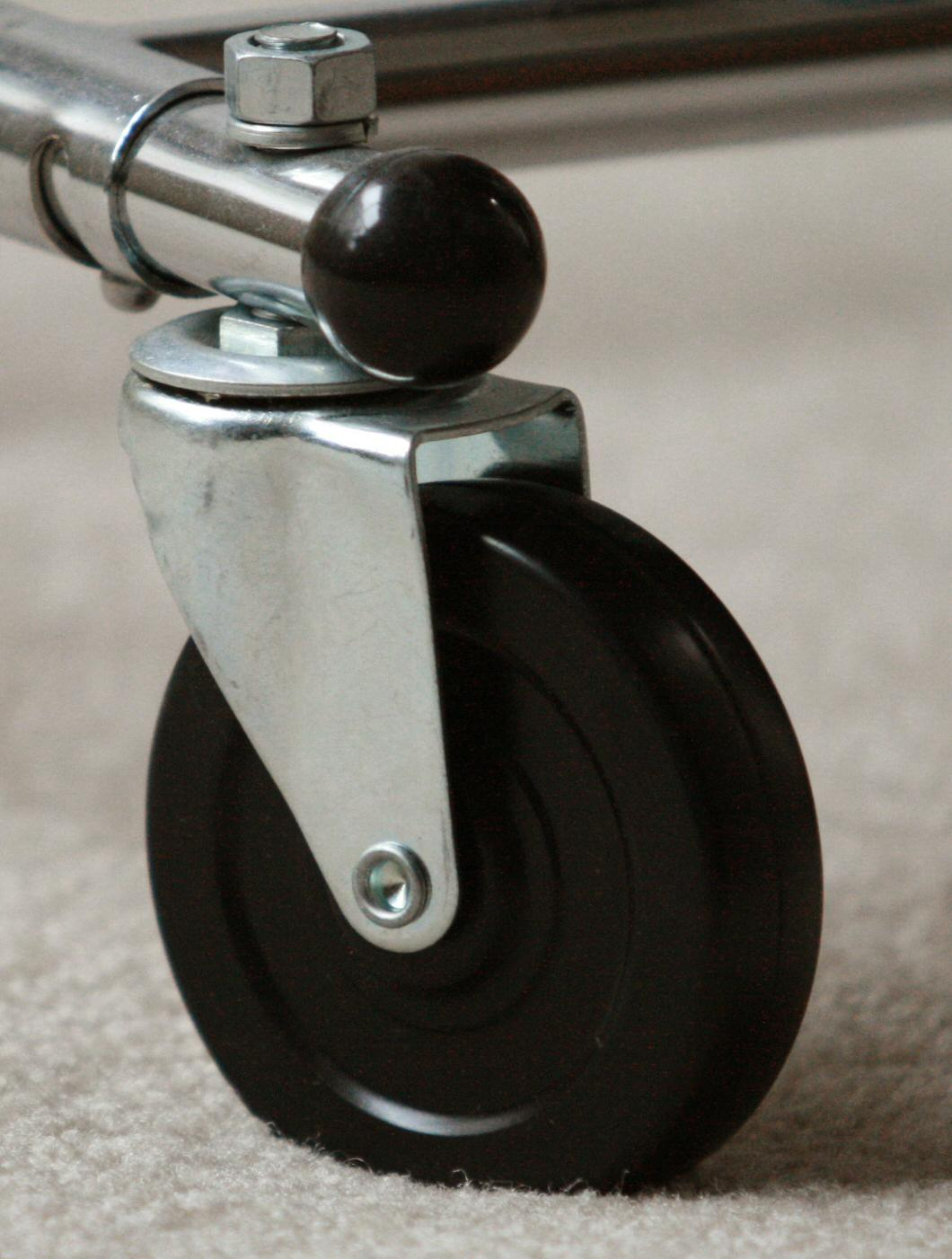
キャスター

キャスター（英: Caster）とは、家具や台車の底面に取り付けられている移動用の部品。ベアリングを内蔵した車輪部及び旋回部とそれに付属するストッパー等からなる。俗にコロとも呼ばれる。

## 分類

### 取付方式
- ネジ式 - ネジ穴が付いており、4本のネジにより取り付けるもの。
- ボルト式 - 車輪と一体になったボルトにより取り付けるもの。

### 車輪の形状
- 単輪
- 双輪
- 球状

### 車輪の材質
車輪の材質によって走行特性や耐久性に違いがある。
- ゴム製
  - 弾性があり様々な路面状況に対応でき安価[1]。しかし高温・低温に弱く耐摩耗性、耐薬品性、耐油性に劣る[1]。
- プラスチック製
  - ナイロン製は耐摩耗性、耐薬品性、耐油性などに優れる[1]。しかし低温に弱く弾性も劣る[1]。
  - ウレタン製は耐摩耗性、耐油性などに優れる[1]。しかし耐水性や耐薬品性に劣りコストも高い[1]。
- 金属製

### その他
- 固定キャスター - 前後方向に進行方向が固定されているもの[1]。固定式。
- 旋回キャスター - 旋回軸と車輪の位置を離すこと（偏芯）で自由自在に移動できるもの[1]。自在式。

パレットなどの器具には四角すべてを旋回キャスターにしたものと、一方の2輪ずつ固定キャスターと旋回キャスターにしたものがある。すべてを旋回キャスターにすると、小回りが利き、壁寄せも簡単になるが、直進安定性に劣り、傾斜が少しでもあると動き出す欠点がある。固定キャスターと旋回キャスターを2輪ずつにしたものは、直進安定性に優れ、少しの傾斜で自然に動き出すことはなくなるが、小回りが利きにくく、壁寄せするのに小刻みに動かす必要がある。